# Campionato europeo di baseball 2016
Il campionato europeo di baseball 2016 è stata la trentaquattresima edizione del campionato continentale. Si è svolta nei Paesi Bassi fra il 9 e il 18 settembre 2016, ospitata ad Hoofddorp, nell municipalità di Haarlemmermeer.
La Nazionale detentrice del titolo è l'Olanda, che si è riconfermata campione d'Europa battendo in finale la Spagna.

## Squadre partecipanti
Le squadre ammesse sono dodici. Sette sono qualificate direttamente dall'edizione precedente, mentre le altre cinque provengono dai tornei di qualificazione.
| Pool A      | Pool A                          | Pool B  | Pool B                           |
| ----------- | ------------------------------- | ------- | -------------------------------- |
| Rep. Ceca   | 5° agli Europei 2014            | Italia  | agli Europei 2014                |
| Paesi Bassi | agli Europei 2014               | Francia | 6° agli Europei 2014             |
| Germania    | 4° agli Europei 2014            | Spagna  | agli Europei 2014                |
| Svezia      | Vincitrice del gruppo di Vienna | Belgio  | 7° agli Europei 2014             |
| Regno Unito | 9° agli Europei 2014            | Croazia | Vincitore del gruppo di Karlovac |
| Russia      | 8° agli Europei 2014            | Grecia  | 10° agli Europei 2014            |

## Primo turno

### Gruppo A
| Squadre     | G | V-P   | AVG   | GB   |
| ----------- | - | ----- | ----- | ---- |
| Paesi Bassi | 5 | 5 - 0 | 1.000 | -    |
| Germania    | 5 | 4 - 1 | 800   | 1.05 |
| Rep. Ceca   | 5 | 3 - 2 | 6000  | 2.0  |
| Svezia      | 5 | 2 - 3 | 400   | 3.0  |
| Russia      | 5 | 1 - 4 | 200   | 4.0  |
| Regno Unito | 5 | 0 - 5 | 0     | 5.0  |

| Hoofddorp 9 settembre 2016, ore 11:00 | Germania | 4 – 0 | Svezia |  |

| Hoofddorp 9 settembre 2016, ore 11:30 | Russia | 0 – 12 | Rep. Ceca |  |

| Hoofddorp 9 settembre 2016, ore 19:00 | Regno Unito | 1 – 11 | Paesi Bassi |  |

| Hoofddorp 10 settembre 2016, ore 11:00 | Svezia | 8 – 1 | Russia |  |

| Hoofddorp 10 settembre 2016, ore 14:30 | Rep. Ceca | 4 – 1 | Regno Unito |  |

| Hoofddorp 10 settembre 2016, ore 19:00 | Paesi Bassi | 10 – 2 | Germania |  |

| Hoofddorp 11 settembre 2016, ore 11:30 | Rep. Ceca | 6 – 1 | Svezia |  |

| Hoofddorp 11 settembre 2016, ore 15:00 | Paesi Bassi | 3 – 1 | Russia |  |

| Hoofddorp 11 settembre 2016, ore 15:45 | Germania | 3 – 2 | Regno Unito |  |

| Hoofddorp 12 settembre 2016, ore 11:30 | Germania | 16 – 4 | Russia |  |

| Nieuw-Vennep 12 settembre 2016, ore 14:30 | Regno Unito | 6 – 9 | Svezia |  |

| Hoofddorp 12 settembre 2016, ore 19:00 | Paesi Bassi | 10 – 0 | Rep. Ceca |  |

| Hoofddorp 13 settembre 2016, ore 11:00 | Russia | 11 – 5 | Regno Unito |  |

| Nieuw-Vennep 13 settembre 2016, ore 14:30 | Rep. Ceca | 1 – 3 | Germania |  |

| Hoofddorp 13 settembre 2016, ore 19:00 | Svezia | 3 – 8 | Paesi Bassi |  |

### Gruppo B
| Squadre | G | V-P   | AVG   | GB  |
| ------- | - | ----- | ----- | --- |
| Spagna  | 5 | 5 - 0 | 1.000 | -   |
| Italia  | 5 | 4 - 1 | 800   | 1.0 |
| Belgio  | 5 | 3 - 2 | 600   | 2.0 |
| Francia | 5 | 2 - 3 | 400   | 3.0 |
| Croazia | 5 | 1 - 4 | 200   | 4.0 |
| Grecia  | 5 | 0 - 5 | 0     | 5.0 |

| Nieuw-Vennep 9 settembre 2016, ore 14:30 | Francia | 16 – 1 | Croazia |  |

| Hoofddorp 9 settembre 2016, ore 15:00 | Grecia | 2 – 21 | Italia |  |

| Hoofddorp 9 settembre 2016, ore 15:45 | Belgio | 1 – 11 | Spagna |  |

| Hoofddorp 10 settembre 2016, ore 11:30 | Spagna | 12 – 1 | Grecia |  |

| Hoofddorp 10 settembre 2016, ore 15:00 | Italia | 6 – 3 | Francia |  |

| Hoofddorp 10 settembre 2016, ore 15:45 | Croazia | 1 – 5 | Belgio |  |

| Hoofddorp 11 settembre 2014, ore 11:00 | Spagna | 6 – 0 | Croazia |  |

| Nieuw-Vennep 11 settembre 2016, ore 14:30 | Francia | 7 – 1 | Grecia |  |

| Hoofddorp 11 settembre 2016, ore 19:00 | Italia | 15 – 0 | Belgio |  |

| Hoofddorp 12 settembre 2016, ore 11:00 | Grecia | 0 – 10 | Croazia |  |

| Hoofddorp 12 settembre 2016, ore 15:00 | Italia | 3 – 8 | Spagna |  |

| Hoofddorp 12 settembre 2016, ore 15:45 | Francia | 3 – 14 | Belgio |  |

| Hoofddorp 13 settembre 2016, ore 11:30 | Spagna | 6 – 0 | Francia |  |

| Hoofddorp 13 settembre 2016, ore 15:00 | Croazia | 4 – 22 | Italia |  |

| Hoofddorp 13 settembre 2016, ore 15:45 | Belgio | 18 – 1 | Grecia |  |

## Piazzamenti

### Fase Sconfitti
| Squadre     | G | V-P   | %   | GB |
| ----------- | - | ----- | --- | -- |
| Croazia     | 3 | 2 - 1 | 667 | -  |
| Regno Unito | 3 | 2 - 1 | 667 | -  |
| Russia      | 3 | 1 - 2 | 333 | 1  |
| Grecia      | 3 | 1 - 2 | 333 | 1  |

| Hoofddorp 15 settembre 2016, ore 11:30 | Russia | 1 – 3 | Grecia |  |

| Hoofddorp 15 settembre 2016, ore 15:45 | Croazia | 2 – 6 | Regno Unito |  |

| Hoofddorp 16 settembre 2016, ore 11:30 | Grecia | 2 – 19 | Regno Unito |  |

| Hoofddorp 16 settembre 2016, ore 15:45 | Russia | 0 – 13 | Croazia |  |

### Finale 7º-8º posto
| Hoofddorp 14 settembre 2016, ore 14:30 | Francia | 7 – 5 | Svezia |  |

## Secondo turno
| Squadre     | G | V-P   | %    | GB |
| ----------- | - | ----- | ---- | -- |
| Paesi Bassi | 5 | 5 - 0 | 1000 | -  |
| Spagna      | 5 | 4 - 1 | 800  | 1  |
| Italia      | 5 | 3 - 2 | 600  | 2  |
| Germania    | 5 | 2 - 3 | 400  | 3  |
| Rep. Ceca   | 5 | 1 - 4 | 200  | 4  |
| Belgio      | 5 | 0 - 5 | 0    | 5  |

| Hoofddorp 15 settembre 2016, ore 11:00 | Rep. Ceca | 4 – 3 | Belgio |  |

| Hoofddorp 15 settembre 2016, ore 15:00 | Germania | 0 – 12 | Italia |  |

| Hoofddorp 15 settembre 2016, ore 19:00 | Spagna | 0 – 1 | Paesi Bassi |  |

| Hoofddorp 16 settembre 2016, ore 11:00 | Germania | 14 – 2 | Belgio |  |

| Hoofddorp 16 settembre 2016, ore 15:00 | Rep. Ceca | 3 – 9 | Spagna |  |

| Hoofddorp 16 settembre 2016, ore 19:00 | Paesi Bassi | 6 – 5 | Italia |  |

| Hoofddorp 17 settembre 2016, ore 11:00 | Italia | 3 – 2 | Rep. Ceca |  |

| Hoofddorp 17 settembre 2016, ore 15:00 | Spagna | 3 – 0 | Germania |  |

| Hoofddorp 17 settembre 2016, ore 19:00 | Belgio | 3 – 12 | Paesi Bassi |  |

### Finale 1º-2º posto
| Hoofddorp 18 settembre 2016, ore 13:00 | Paesi Bassi | 3 – 2 | Spagna |  |

## Classifica finale
| Campione d'Europa | Campione d'Europa | Campione d'Europa |
| --- | --- | --- |
| Paesi Bassi | | |
| Argento | Spagna | |
| Bronzo | Italia | V · D · M Nazionale italiana · Europei 2016 1 Vaglio · 4 Desimoni · 12 Reginato · 14 Sabbatani · 19 Nosti · 19 Crepaldi · 20 Mercuri · 22 Liddi · 25 Epifano · 26 Terán · 27 Pugliese · 28 Lugo · 29 Poma · 30 Coveri · 34 Panerati · 35 da Silva · 36 Richetti · 37 Escalona · 38 Oberto · 39 Sambucci · 40 Mazzanti · 44 Florian · 46 Ramos · 52 Rizzo · Manager: Marco Mazzieri |
| 4. | Germania | |
| 5. | Rep. Ceca | |
| 6. | Belgio | |
| 7. | Francia | |
| 8. | Svezia | |
| 9. | Croazia | |
| 10. | Regno Unito | |
| 11. | Russia | |
| 12. | Grecia | |
| Nazionale italiana · Europei 2016 | | |
| 1 Vaglio · 4 Desimoni · 12 Reginato · 14 Sabbatani · 19 Nosti · 19 Crepaldi · 20 Mercuri · 22 Liddi · 25 Epifano · 26 Terán · 27 Pugliese · 28 Lugo · 29 Poma · 30 Coveri · 34 Panerati · 35 da Silva · 36 Richetti · 37 Escalona · 38 Oberto · 39 Sambucci · 40 Mazzanti · 44 Florian · 46 Ramos · 52 Rizzo · Manager: Marco Mazzieri | 1 Vaglio · 4 Desimoni · 12 Reginato · 14 Sabbatani · 19 Nosti · 19 Crepaldi · 20 Mercuri · 22 Liddi · 25 Epifano · 26 Terán · 27 Pugliese · 28 Lugo · 29 Poma · 30 Coveri · 34 Panerati · 35 da Silva · 36 Richetti · 37 Escalona · 38 Oberto · 39 Sambucci · 40 Mazzanti · 44 Florian · 46 Ramos · 52 Rizzo · Manager: Marco Mazzieri | Italia (bandiera) |